# Corrado Gabriele
Corrado Gabriele (ur. 26 listopada 1966 w Neapolu) – włoski polityk, urzędnik administracji terytorialnej, w 2006 eurodeputowany.

## Życiorys
Działalność polityczną rozpoczął w latach 80. w ramach młodzieżówki komunistycznej, następnie działał we Włoskiej Partii Komunistycznej (PCI), a po jej rozwiązaniu w Odrodzeniu Komunistycznym. Od 1993 do 2001 był asesorem w Marano di Napoli, odpowiedzialnym za sprawy budownictwa i straży miejskiej. Następnie do 2005 pełnił funkcję członka władz wykonawczych prowincji Neapol ds. pracy i kształcenia zawodowego. W wyborach europejskich w 2004 bez powodzenia kandydował do Parlamentu Europejskiego.
W 2005 prezydent Kampanii powołał go na asesora ds. pracy, edukacji i szkoleń zawodowych w regionalnym rządzie. W maju 2006 Corrado Gabriele objął mandat europosła VI kadencji, został członkiem grupy Zjednoczonej Lewicy Europejskiej i Nordyckiej Zielonej Lewicy. Z PE odszedł już następnym miesiącu, wybierając pozostanie na stanowisku w administracji regionalnej (do 2010). W międzyczasie przeszedł do Partii Demokratycznej, w 2010 wybrano go do rady regionalnej Kampanii.